# Gamal El-Nazer
Ali Gamal El-Nazer (in arabo علي جمال الناظر‎?; Assuan, 22 gennaio 1930 – 6 Ottobre, 5 settembre 2006) è stato un pallanuotista egiziano.

## Biografia
Ha rappresentato la Rep. Araba Unita ai Giochi olimpici estivi di Roma 1960.